# Międzynarodowy Festiwal Filmowy w Gijón
Międzynarodowy Festiwal Filmowy w Gijón (hiszp.: Festival Internacional de Cine de Gijón) - festiwal filmów młodego widza odbywający się w Gijón w Hiszpanii od 1963 roku.